# Jergieninskij
Jergieninskij (ros. Ергенинский) – osiedle w Rosji, w Kałmucji, w rejonie kietczenierowskim. W 2010 liczyło 889 mieszkańców.